# Linia Keiyō
Linia Keiyō (jap. 京葉線 Keiyō-sen) – linia kolejowa w Japonii, o długości 43 km, łącząca centrum Tokio (dzielnica Chiyoda) i miasto Chiba w prefekturze Chiba. Biegnie wzdłuż wybrzeża Zatoki Tokijskiej. Zarządzana jest przez East Japan Railway Company.
Linia łączy dworzec Tokio z częścią prefektury Chiba, w której znajduje się nowoczesna dzielnica mieszkaniowa oraz wielkie obiekty użyteczności publicznej, jak np. tokijski Disneyland (Tokyo Disney Resort) i tereny wystawowe Makuhari Messe.  
Dworzec Tokio znajduje się pod ziemią, w pewnej odległości na południe od głównego kompleksu dworca, w połowie drogi od dworca Yūrakuchō. Oznacza to, że przesiadanie się na inne linie na dworcu Tokio może trwać od 15 do 20 minut.
Nazwa Keiyō pochodzi od drugich znaków nazw miejscowości, które linia łączy, Tokio 東 京 i Chiba 千 葉. 
Linia jest czasami mylona z linią Keiō, inną linią kolejową w zachodnim Tokio.